# Тишкевич Григорій Антонович
Григорій Антонович Ти́шкевич  (24 жовтня 1940, Запоріжжя — 13 липня 2025) — український живописець і педагог, професор з 2012 року; член Спілки радянських художників України з 1970 року, голова правління Донецької обласної організації Спілки художників України; дійсний член Міжнародної академії наук, освіти, індустрії та мистецтв США з 2010 року.

## Біографія
Народився 24 жовтня 1940 року у місті Запоріжжі (нині Україна). 1967 року закінчив Харківський художньо-промисловий інститут, де навчався у Сергія Бесєдіна, Олександра Хмельницького.
Працював в Донецькому національному університеті на посаді професора кафедри дизайну та артменеджменту, викладав академічний живопис.
Мешкав у Донецьку, в будинку на вулиці Артема № 116А, квартира № 30.

## Творчість
Працює у галузі станкового живопису. Серед робіт:
- «Поет» (1967);
- «Пост» (1968);
- «Вірші» (1968);
- «Донбас. Жовтень» (1970);
- «З тими, хто вийшов будувати» (1974);
- «Колоски» (1975);
- «Літо» (1975);
- «По Чехословаччині» (1976—1989);
- «Висока напруга» (1980);
- «Блакитний Донбас» (1985);
- «Туман, туман долиною» (1986);
- «Час кульбаб» (1987);
- «Острів Хортиця» (1989);
- триптих «Момент інстини» (1990);
- «Святогір'я» (1990—2010);
- «Інтермеццо» (1992);
- «Ранковий туман» (1994);
- «Поранений голуб»  (1995);
- «Молодість древньої Праги» (1998);
- серія пейзажів України та Донбасу.

Брав участь у понад 150 республіканських, всесоюзних, міжнародних і персональних виставках. У 2015 році пройшла його персональна виставка, присвячена 75-річчю, на якій було представлено понад 215 робіт митця.

## Наукові публікації
- «Вдохновением твоим обернеться» /Донецк: «Дом работников культуры», 2017. — 110 с. (рос.);
- «Экспонирование творческих работ на республиканских и международных выставках» / Донецк: ХМ «Арт-Донбасс», 2018. — 21 с. (рос.);
- «Академическая живопись: учебное пособие для магистратуры направления подготовки 54.04.01 Дизайн» / Донецк: ГОУ ВПО «ДонНУ», 2019. — 168 с. (у співавторстві) (рос.)[5].

## Відзнаки
- Республіканська премія ЛКСМУ імені Миколи Островського за 1974 рік[3];
- Заслужений художник України з 1995 року[8];
- Премія імені Архіпа Куїнджі за 1997 рік[3];
- Грамота та медаль «За заслуги перед містом» Донецької міськради (2010)[3].
- Народний художник України з 2012 року[9].